# Jasmin Fejzić
Jasmin Fejzić (Živinice, 1986. május 15. –) bosnyák válogatott labdarúgó, jelenleg a Braunschweig kapusa.

## Fordítás
Ez a szócikk részben vagy egészben  a   Jasmin Fejzić című angol Wikipédia-szócikk fordításán alapul.  Az eredeti cikk szerkesztőit annak laptörténete sorolja fel. Ez a jelzés csupán a megfogalmazás eredetét és a szerzői jogokat jelzi, nem szolgál a cikkben szereplő információk forrásmegjelöléseként.